# Мишковичі (Коростенський район)
Мишкови́чі — село в Україні, в Коростенському районі Житомирської області. Входить до складу Овруцької міської громади. Населення становить 45 осіб.

## Історія
У 1906 році Мишковичі-Павлочські, село Покалівської волості Овруцького повіту Волинської губернії. Відстань від повітового міста 10 верст, від волості 5. Дворів 7, мешканців 36.